# پارک ملی اشکلون
پارک ملی اشکلون (به لاتین: Ashkelon National Park) یک پارک ملی و تل (باستان‌شناسی) در اسرائیل است که در اشکلون واقع شده‌است.